# فهرست نمایندگان دوره دوازدهم مجلس شورای اسلامی
این فهرست، اسامی افرادی می‌باشد که در انتخابات ۱۱ اسفند ۱۴۰۲ و ۲۱ اردیبهشت ۱۴۰۳، موفق به حضور در دوره دوازدهم مجلس شورای اسلامی شده‌اند. این افراد از تاریخ ۷ خرداد ۱۴۰۳ به صورت رسمی به‌عنوان نماینده، در دوره دوازدهم مجلس شورای اسلامی آغاز به کار کردند.

## فهرست
| نام خانوادگی، نام                   | سابقهٔ نمایندگی | حوزه انتخاباتی                                    | استان               |
| ----------------------------------- | -------------- | ------------------------------------------------- | ------------------- |
| روح‌الله متفکر آزاد(زاده۱۳۶۱)        | آری            | تبریز، آذرشهر و اسکو                              | آذربایجان شرقی      |
| مسعود پزشکیان(زاده۱۳۳۳)             | آری            | تبریز، آذرشهر و اسکو                              | آذربایجان شرقی      |
| علیرضا منادی سفیدان(زاده۱۳۴۸)       | آری            | تبریز، آذرشهر و اسکو                              | آذربایجان شرقی      |
| علی جعفری آذر(زاده۱۳۴۸)             | نه             | تبریز، آذرشهر و اسکو                              | آذربایجان شرقی      |
| رضا صدیقی(زاده۱۳۴۴)                 | نه             | تبریز، آذرشهر و اسکو                              | آذربایجان شرقی      |
| علیرضا نوین(زاده۱۳۳۹)               | نه             | تبریز، آذرشهر و اسکو                              | آذربایجان شرقی      |
| فرید موسوی(زاده۱۳۵۹)                | آری            | مراغه و عجب‌شیر                                    | آذربایجان شرقی      |
| عزت‌الله حبیب زاده(زاده۱۳۵۱)         | نه             | مرند و جلفا                                       | آذربایجان شرقی      |
| مریم عبداللهی(زاده۱۳۶۱)             | نه             | میانه                                             | آذربایجان شرقی      |
| مهدی اسماعیلی                       | آری            | میانه                                             | آذربایجان شرقی      |
| مجید نصیرپور(زاده۱۳۴۷)              | آری            | سراب                                              | آذربایجان شرقی      |
| محمد باقری بنابی(زاده۱۳۵۰)          | آری            | بناب                                              | آذربایجان شرقی      |
| محمود طاهری                         | نه             | شبستر                                             | آذربایجان شرقی      |
| زهرا خدادادی(زاده۱۳۶۵)              | نه             | ملکان                                             | آذربایجان شرقی      |
| بیت‌الله عبداللهی(زاده۱۳۳۸)          | آری            | اهر و هریس                                        | آذربایجان شرقی      |
| بهنام رضوانی(زاده۱۳۴۳)              | نه             | کلیبر، خداآفرین و هوراند                          | آذربایجان شرقی      |
| غلامرضا نوری قزلجه(زاده۱۳۴۹)        | آری            | بستان‌آباد                                         | آذربایجان شرقی      |
| فرامرز شاهسواری(زاده۱۳۵۵)           | نه             | هشترود و چاراویماق                                | آذربایجان شرقی      |
| رضا علیزاده(زاده۱۳۴۷)               | آری            | ورزقان                                            | آذربایجان شرقی      |
| سید سلمان ذاکر(زاده۱۳۴۵)            | آری            | ارومیه                                            | آذربایجان غربی      |
| حاکم ممکان(زاده۱۳۵۹)                | نه             | ارومیه                                            | آذربایجان غربی      |
| شهین جهانگیری(زاده۱۳۵۸)             | نه             | ارومیه                                            | آذربایجان غربی      |
| محمدقسیم عثمانی(زاده۱۳۴۸)           | آری            | بوکان                                             | آذربایجان غربی      |
| کمال حسین‌پور(زاده۱۳۶۴)              | آری            | پیرانشهر و سردشت                                  | آذربایجان غربی      |
| عادل نجف زاده(زاده۱۳۵۲)             | آری            | خوی و چایپاره                                     | آذربایجان غربی      |
| یعقوب رضازاده                       | آری            | سلماس                                             | آذربایجان غربی      |
| عمر علیپوراقدم(زاده۱۳۴۹)            | نه             | ماکو و چالدران و پلدشت و شوط                      | آذربایجان غربی      |
| ٰسلام ستوده                          | نه             | مهاباد                                            | آذربایجان غربی      |
| علی احمدی                           | نه             | میاندوآب، باروق و چهاربرج                         | آذربایجان غربی      |
| محمد میرزایی                        | نه             | شاهین دژ و تکاب                                   | آذربایجان غربی      |
| عبدالکریم حسین‌زاده(زاده۱۳۵۹)        | آری            | نقده و اشنویه                                     | آذربایجان غربی      |
| صدیف بدری(زاده۱۳۵۲)                 | آری            | اردبیل، نمین، نیر و سرعین                         | اردبیل              |
| احد بیوته(زاده۱۳۵۸)                 | نه             | اردبیل، نمین، نیر و سرعین                         | اردبیل              |
| علی نیکزاد(زاده۱۳۴۴)                | آری            | اردبیل، نمین، نیر و سرعین                         | اردبیل              |
| ابراهیم فهیمی گیگلو(زاده۱۳۳۲)       | نه             | پارس‌آباد و بیله‌سوار                               | اردبیل              |
| محمد خوش سیما(زاده۱۳۶۲)             | نه             | گرمی و انگوت                                      | اردبیل              |
| بابک رضازاده                        | نه             | مشکین شهر                                         | اردبیل              |
| وحید کنعانی کلور(زاده۱۳۴۸)          | نه             | خلخال و کوثر                                      | اردبیل              |
| امیرحسین بانکی پورفرد(زاده۱۳۴۹)     | آری            | اصفهان و ورزنه                                    | اصفهان              |
| عباس مقتدایی(زاده۱۳۴۶)              | آری            | اصفهان و ورزنه                                    | اصفهان              |
| مهدی طغیانی(زاده۱۳۶۰)               | آری            | اصفهان و ورزنه                                    | اصفهان              |
| رسول بخشی دستجردی                   | نه             | اصفهان و ورزنه                                    | اصفهان              |
| حامد یزدیان(زاده۱۳۵۷)               | نه             | اصفهان و ورزنه                                    | اصفهان              |
| احمد بخشایش                         | آری            | اردستان                                           | اصفهان              |
| حسینعلی حاجی‌دلیگانی(زاده۱۳۴۱)       | آری            | شاهین‌شهر، برخوار و میمه و وزوان                   | اصفهان              |
| محمدتقی نقدعلی                      | آری            | خمینی‌شهر                                          | اصفهان              |
| رحیم کریمی(زاده۱۳۴۹)                | نه             | سمیرم                                             | اصفهان              |
| حبیب قاسمی                          | نه             | شهرضا و دهاقان                                    | اصفهان              |
| اسمعیل سیاوشی                       | نه             | فریدن، چادگان، فریدونشهر، بویین و میاندشت         | اصفهان              |
| رمضان رحیمی دشتلویی                 | نه             | فلاورجان                                          | اصفهان              |
| مصطفی معینی آرانی(زاده۱۳۴۳)         | نه             | کاشان و آران و بیدگل                              | اصفهان              |
| سید مسعود خاتمی(زاده۱۳۳۲)           | آری            | گلپایگان و خوانسار                                | اصفهان              |
| اکبر پولادی                         | نه             | لنجان                                             | اصفهان              |
| زهرا سعیدی مبارکه(زاده۱۳۶۲)         | آری            | مبارکه                                            | اصفهان              |
| الهام آزاد                          | آری            | نائین و خور و بیابانک                             | اصفهان              |
| ابوالفضل ابوترابی(زاده۱۳۵۵)         | آری            | نجف آباد، تیران و کرون                            | اصفهان              |
| حسین عبدلی                          | نه             | نطنز و قمصر                                       | اصفهان              |
| علیرضا عباسی(زاده۱۳۵۳)              | آری            | کرج، اشتهارد و فردیس                              | البرز               |
| علی شیرین زاد                       | نه             | کرج، اشتهارد و فردیس                              | البرز               |
| علی حدادی(زاده۱۳۴۱)                 | آری            | ساوجبلاغ، طالقان، نظرآباد و چهارباغ               | البرز               |
| فریدون همتی(زاده۱۳۳۹)               | آری            | ایلام و ایوان و شیروان و چرداول و مهران           | ایلام               |
| سارا فلاحی(زاده۱۳۵۷)                | آری            | ایلام، ایوان، شیروان، چرداول و مهران              | ایلام               |
| اسدالله چراغی(زاده۱۳۵۶)             | نه             | دهلران و دره‌شهر و آبدانان                         | ایلام               |
| جعفر پورکبگانی(زاده۱۳۳۹)            | نه             | بوشهر، گناوه و دیلم                               | بوشهر               |
| غلامحسین زارعی(زاده۱۳۴۸)            | نه             | دشتی و تنگستان                                    | بوشهر               |
| ابراهیم رضایی(زاده۱۳۶۱)             | آری            | دشتستان                                           | بوشهر               |
| موسی احمدی(زاده۱۳۴۱)                | آری            | کنگان و دیر و جم و عسلویه                         | بوشهر               |
| سید محمود نبویان(زاده۱۳۴۴)          | آری            | تهران، ری، شمیرانات، اسلامشهر و پردیس             | تهران               |
| امیرحسین ثابتی(زاده۱۳۶۷)            | نه             | تهران، ری، شمیرانات، اسلامشهر و پردیس             | تهران               |
| حمید رسایی(زاده۱۳۴۷)                | آری            | تهران، ری، شمیرانات، اسلامشهر و پردیس             | تهران               |
| محمدباقر قالیباف(زاده۱۳۴۰)          | آری            | تهران، ری، شمیرانات، اسلامشهر و پردیس             | تهران               |
| رضا تقی‌پور(زاده۱۳۳۶)                | آری            | تهران، ری، شمیرانات، اسلامشهر و پردیس             | تهران               |
| روح‌الله ایزدخواه(زاده۱۳۵۷)          | آری            | تهران، ری، شمیرانات، اسلامشهر و پردیس             | تهران               |
| مرتضی آقاتهرانی(زاده۱۳۳۶)           | آری            | تهران، ری، شمیرانات، اسلامشهر و پردیس             | تهران               |
| منوچهر متکی(زاده۱۳۳۲)               | آری            | تهران، ری، شمیرانات، اسلامشهر و پردیس             | تهران               |
| محمداسماعیل کوثری(زاده۱۳۳۴)         | آری            | تهران، ری، شمیرانات، اسلامشهر و پردیس             | تهران               |
| مهدی کوچک‌زاده(زاده۱۳۳۷)             | آری            | تهران، ری، شمیرانات، اسلامشهر و پردیس             | تهران               |
| سید علی یزدی‌خواه(زاده۱۳۳۸)          | آری            | تهران، ری، شمیرانات، اسلامشهر و پردیس             | تهران               |
| علی خضریان(زاده۱۳۶۳)                | آری            | تهران، ری، شمیرانات، اسلامشهر و پردیس             | تهران               |
| مالک شریعتی(زاده۱۳۵۹)               | آری            | تهران، ری، شمیرانات، اسلامشهر و پردیس             | تهران               |
| کامران غضنفری(زاده۱۳۳۵)             | نه             | تهران، ری، شمیرانات، اسلامشهر و پردیس             | تهران               |
| بیژن نوباوه(زاده۱۳۳۸)               | آری            | تهران، ری، شمیرانات، اسلامشهر و پردیس             | تهران               |
| محمد سراج(زاده۱۳۴۴)                 | نه             | تهران، ری، شمیرانات، اسلامشهر و پردیس             | تهران               |
| ابوالفضل ظهره‌وند(زاده۱۳۳۸)          | نه             | تهران، ری، شمیرانات، اسلامشهر و پردیس             | تهران               |
| حسین صمصامی(زاده۱۳۴۶)               | نه             | تهران، ری، شمیرانات، اسلامشهر و پردیس             | تهران               |
| زهره سادات لاجوردی(زاده۱۳۴۳)        | آری            | تهران، ری، شمیرانات، اسلامشهر و پردیس             | تهران               |
| احمد نادری(زاده۱۳۵۹)                | آری            | تهران، ری، شمیرانات، اسلامشهر و پردیس             | تهران               |
| سمیه رفیعی(زاده۱۳۶۱)                | آری            | تهران، ری، شمیرانات، اسلامشهر و پردیس             | تهران               |
| پیمان فلسفی(زاده۱۳۴۸)               | نه             | تهران، ری، شمیرانات، اسلامشهر و پردیس             | تهران               |
| ابوالقاسم جراره(زاده۱۳۶۰)           | آری            | تهران، ری، شمیرانات، اسلامشهر و پردیس             | تهران               |
| سید مرتضی محمودی(زاده۱۳۵۵)          | نه             | تهران، ری، شمیرانات، اسلامشهر و پردیس             | تهران               |
| مجتبی رحماندوست(زاده۱۳۳۳)           | آری            | تهران، ری، شمیرانات، اسلامشهر و پردیس             | تهران               |
| عبدالحسین روح‌الامینی(زاده۱۳۳۹)      | آری            | تهران، ری، شمیرانات، اسلامشهر و پردیس             | تهران               |
| مجتبی زارعی(زاده۱۳۵۰)               | نه             | تهران، ری، شمیرانات، اسلامشهر و پردیس             | تهران               |
| زینب قیصری(زاده۱۳۶۲)                | نه             | تهران، ری، شمیرانات، اسلامشهر و پردیس             | تهران               |
| علیرضا سلیمی(زاده۱۳۴۳)              | آری            | تهران، ری، شمیرانات، اسلامشهر و پردیس             | تهران               |
| ابراهیم عزیزی(زاده۱۳۴۲)             | آری            | تهران، ری، شمیرانات، اسلامشهر و پردیس             | تهران               |
| فرهاد بشیری(زاده۱۳۴۲)               | آری            | پاکدشت                                            | تهران               |
| شاهرخ رامین(زاده۱۳۴۶)               | آری            | دماوند و فیروزکوه                                 | تهران               |
| حسن قشقاوی(زاده۱۳۳۶)                | آری            | بهارستان و رباط‌کریم                               | تهران               |
| حسین حق وردی(زاده۱۳۴۹)              | آری            | شهریار، قدس و ملارد                               | تهران               |
| علی خزایی(زاده۱۳۶۰)                 | نه             | ورامین، پیشوا و قرچک                              | تهران               |
| احمد راستیه هفشجانی(زاده۱۳۵۸)       | آری            | شهرکرد، بن و سامان                                | چهارمحال و بختیاری  |
| حمیدرضا عزیزی فارسانی               | آری            | اردل، فارسان، کوهرنگ و کیار                       | چهارمحال و بختیاری  |
| غلامرضا میرزایی(زاده۱۳۴۱)           | آری            | بروجن                                             | چهارمحال و بختیاری  |
| سیدروح‌الله موسوی                    | نه             | لردگان و خانمیرزا                                 | چهارمحال و بختیاری  |
| سید حسن هاشمی                       | نه             | بیرجند و درمیان                                   | خراسان جنوبی        |
| مصطفی نخعی(زاده۱۳۶۰)                | آری            | نهبندان و سربیشه                                  | خراسان جنوبی        |
| سلمان اسحاقی(زاده۱۳۶۰)              | آری            | قائنات                                            | خراسان جنوبی        |
| محمد نصیری                          | نه             | فردوس، طبس، سرایان و بشرویه                       | خراسان جنوبی        |
| نصرالله پژمان‌فر(زاده۱۳۴۳)           | آری            | مشهد و کلات                                       | خراسان رضوی         |
| میثم ظهوریان(زاده۱۳۵۹)              | نه             | مشهد و کلات                                       | خراسان رضوی         |
| علی اصغر نخعی راد(زاده۱۳۴۴)         | نه             | مشهد و کلات                                       | خراسان رضوی         |
| احسان عظیمی راد(زاده۱۳۶۲)           | نه             | مشهد و کلات                                       | خراسان رضوی         |
| حسنعلی اخلاقی امیری(زاده۱۳۴۹)       | نه             | مشهد و کلات                                       | خراسان رضوی         |
| عثمان سالاری(زاده۱۳۴۲)              | نه             | تربت جام، تایباد و باخرز                          | خراسان رضوی         |
| محسن زنگنه(زاده۱۳۵۵)                | آری            | تربت حیدریه و مه ولات                             | خراسان رضوی         |
| حسین امامی راد(زاده۱۳۵۵)            | آری            | چناران و بینالود                                  | خراسان رضوی         |
| امیر توکلی رودی(زاده۱۳۵۹)           | نه             | خواف و رشتخوار                                    | خراسان رضوی         |
| حسین محمدزاده(زاده۱۳۴۴)             | آری            | درگز                                              | خراسان رضوی         |
| بهروز محبی نجم‌آبادی(زاده۱۳۵۱)       | آری            | سبزوار و جغتای و جوین                             | خراسان رضوی         |
| محمدرضا محسنی ثانی(زاده۱۳۳۱)        | آری            | سبزوار و جغتای و جوین                             | خراسان رضوی         |
| سید احسان قاضی‌زاده هاشمی(زاده۱۳۵۵)  | آری            | فریمان و سرخس                                     | خراسان رضوی         |
| جواد نیک‌بین(زاده۱۳۶۲)               | آری            | کاشمر، بردسکن، خلیل‌آباد و کوهسرخ                  | خراسان رضوی         |
| هادی محمدپور(زاده۱۳۵۴)              | نه             | گناباد و بجستان                                   | خراسان رضوی         |
| سید یحیی سلیمانی(زاده۱۳۶۱)          | نه             | نیشابور، فیروزه، زبرخان و میان جلگه               | خراسان رضوی         |
| محمد رستمی(زاده۱۳۵۵)                | نه             | نیشابور، فیروزه، زبرخان و میان جلگه               | خراسان رضوی         |
| علی آذری(زاده۱۳۵۰)                  | آری            | قوچان و فاروج                                     | خراسان رضوی و شمالی |
| محمدمهدی شهریاری(زاده۱۳۴۳)          | آری            | بجنورد، مانه و سملقان، گرمه، جاجرم و راز و جرگلان | خراسان شمالی        |
| سید محمد پاک‌مهر(زاده۱۳۴۸)           | آری            | بجنورد، مانه و سملقان، گرمه، جاجرم و راز و جرگلان | خراسان شمالی        |
| هادی قوامی(زاده۱۳۴۶)                | آری            | اسفراین                                           | خراسان شمالی        |
| عباس قدرتی زوارم(زاده۱۳۶۸)          | نه             | شیروان                                            | خراسان شمالی        |
| مجتبی یوسفی(زاده۱۳۶۲)               | آری            | اهواز، باوی، حمیدیه و کارون                       | خوزستان             |
| سیدمحسن موسوی زاده(زاده۱۳۵۱)        | نه             | اهواز، باوی، حمیدیه و کارون                       | خوزستان             |
| محمد امیر(زاده۱۳۵۸)                 | نه             | اهواز، باوی، حمیدیه و کارون                       | خوزستان             |
| جلیل مختار(زاده۱۳۵۳)                | آری            | آبادان                                            | خوزستان             |
| جواد سعدون‌زاده(زاده۱۳۳۸)            | آری            | آبادان                                            | خوزستان             |
| سید محمد مولوی(زاده۱۳۴۸)            | آری            | آبادان                                            | خوزستان             |
| جهانبخش قلاوند                      | نه             | اندیمشک                                           | خوزستان             |
| فرشاد ابراهیم‌پور نورآبادی(زاده۱۳۵۶) | نه             | ایذه و باغملک                                     | خوزستان             |
| امیر حیات مقدم(زاده۱۳۴۲)            | نه             | ماهشهر، امیدیه و هندیجان                          | خوزستان             |
| محمدطلا مظلومی(زاده۱۳۴۱)            | آری            | بهبهان و آغاجاری                                  | خوزستان             |
| مصطفی مطورزاده(زاده۱۳۳۵)            | آری            | خرمشهر                                            | خوزستان             |
| عباس پاپی‌زاده(زاده۱۳۵۹)             | آری            | دزفول                                             | خوزستان             |
| مجید داغری                          | نه             | دشت‌آزادگان و هویزه                                | خوزستان             |
| امیرحسین نظری                       | نه             | رامهرمز و رامشیر                                  | خوزستان             |
| هاشم خنفری                          | نه             | شادگان                                            | خوزستان             |
| محمد کعب عمیر(زاده۱۳۵۴)             | آری            | شوش                                               | خوزستان             |
| سیدمحمد سادات ابراهیمی              | آری            | شوشتر و گتوند                                     | خوزستان             |
| رضا جباری(زاده۱۳۶۱)                 | نه             | مسجد سلیمان، اندیکا، لالی و هفتکل                 | خوزستان             |
| مصطفی طاهری(زاده۱۳۵۳)               | آری            | زنجان و طارم                                      | زنجان               |
| نبی اله محمدی(زاده۱۳۵۷)             | نه             | زنجان و طارم                                      | زنجان               |
| منصور علمیردانی(زاده۱۳۵۱)           | نه             | ابهر و خرمدره                                     | زنجان               |
| سید جمال موسوی                      | نه             | ماهنشان و ایجرود                                  | زنجان               |
| احمد بیگدلی(زاده۱۳۵۱)               | آری            | خدابنده                                           | زنجان               |
| عباس گلرو(زاده۱۳۵۴)                 | آری            | سمنان، مهدی‌شهر و سرخه                             | سمنان               |
| علی‌اکبر علیزاده برمی(زاده۱۳۳۸)      | آری            | دامغان                                            | سمنان               |
| احمد عجم(زاده۱۳۴۲)                  | نه             | شاهرود و میامی                                    | سمنان               |
| یاسر عربی(زاده۱۳۵۸)                 | نه             | گرمسار و آرادان                                   | سمنان               |
| حسینعلی شهریاری(زاده۱۳۳۰)           | آری            | زاهدان                                            | سیستان و بلوچستان   |
| فداحسین مالکی(زاده۱۳۳۳)             | آری            | زاهدان                                            | سیستان و بلوچستان   |
| رحمدل بامری(زاده۱۳۵۰)               | نه             | ایرانشهر، سرباز و دلگان، فنوج                     | سیستان و بلوچستان   |
| محمد انور بجارزهی                   | نه             | چابهار، نیکشهر، کنارک و قصرقند                    | سیستان و بلوچستان   |
| علی کرد(زاده۱۳۴۵)                   | آری            | خاش، میرجاوه، نصرت‌آباد و کورین                    | سیستان و بلوچستان   |
| محمد سرگزی(زاده۱۳۶۳)                | آری            | زابل، زهک، هیرمند، نیمروز و هامون                 | سیستان و بلوچستان   |
| فرهاد شهرکی                         | نه             | زابل، زهک، هیرمند، نیمروز و هامون                 | سیستان و بلوچستان   |
| محمدنور دهانی                       | نه             | سراوان، سیب و سوران و مهرستان                     | سیستان و بلوچستان   |
| روح‌الله نجابت(زاده۱۳۶۸)             | آری            | شیراز                                             | فارس                |
| جعفر قادری                          | آری            | شیراز                                             | فارس                |
| اسماعیل حسینی                       | نه             | شیراز                                             | فارس                |
| ابراهیم عزیزی(زاده۱۳۴۴)             | آری            | شیراز                                             | فارس                |
| رحیم زارع                           | آری            | آباده، بوانات و خرم‌بید                            | فارس                |
| فرهاد طهماسبی                       | آری            | نیریز و استهبان                                   | فارس                |
| مسلم صالحی                          | آری            | اقلید                                             | فارس                |
| محمدرضا رضایی کوچی                  | آری            | جهرم                                              | فارس                |
| محمد جواد عسکری                     | آری            | داراب و زرین‌دشت                                   | فارس                |
| اردوان اکبر پور                     | نه             | سپیدان                                            | فارس                |
| غلامرضا توکل شوریجه                 | نه             | سروستان، خرامه و کوار                             | فارس                |
| حسنعلی محمدی                        | نه             | فسا                                               | فارس                |
| محمد مهدی فروردین                   | آری            | فیروزآباد، فراشبند و قیر و کارزین                 | فارس                |
| غلامرضا دهقان ناصرآبادی             | آری            | کازرون و کوه‌چنار                                  | فارس                |
| علاءالدین بروجردی                   | آری            | لارستان، خنج و گراش                               | فارس                |
| سید موسی موسوی                      | آری            | لامرد و مهر                                       | فارس                |
| اسفندیار عبداللهی(زاده۱۳۵۲)         | نه             | مرودشت، پاسارگاد و ارسنجان                        | فارس                |
| امید نصیبی                          | نه             | ممسنی و رستم                                      | فارس                |
| فاطمه محمدبیگی(زاده۱۳۶۰)            | آری            | قزوین، آبیک و البرز                               | قزوین               |
| سالار ولایت‌مدار(زاده۱۳۴۱)           | نه             | قزوین، آبیک و البرز                               | قزوین               |
| روح‌الله عباسپور(زاده۱۳۳۹)           | آری            | بوئین‌زهرا و آوج                                   | قزوین               |
| عباس بیگدلی(زاده۱۳۶۱)               | نه             | تاکستان                                           | قزوین               |
| مجتبی ذوالنوری(زاده۱۳۴۲)            | آری            | قم                                                | قم                  |
| محمد منان رئیسی(زاده۱۳۶۰)           | نه             | قم                                                | قم                  |
| قاسم روانبخش(زاده۱۳۳۷)              | نه             | قم                                                | قم                  |
| سالار مرادی(زاده۱۳۵۸)               | آری            | سنندج، دیواندره و کامیاران                        | کردستان             |
| محسن فتحی(زاده۱۳۶۶)                 | آری            | سنندج، دیواندره و کامیاران                        | کردستان             |
| علیرضا زندیان(زاده۱۳۴۹)             | آری            | بیجار                                             | کردستان             |
| محسن بیگلری(زاده۱۳۵۳)               | آری            | سقز و بانه                                        | کردستان             |
| محمدرسول شیخی‌زاده                   | نه             | قروه و دهگلان                                     | کردستان             |
| امید کریمیان(زاده۱۳۵۴)              | آری            | مریوان و سروآباد                                  | کردستان             |
| شهباز حسن‌پور بیگلری(زاده۱۳۴۰)       | آری            | کرمان و راور                                      | کرمان               |
| مجید دوستعلی                        | نه             | کرمان و راور                                      | کرمان               |
| یاسر سلیمانی                        | نه             | بافت، رابر و ارزوئیه                              | کرمان               |
| موسی غضنفرآبادی(زاده۱۳۴۵)           | آری            | بم، ریگان، فهرج و نرماشیر                         | کرمان               |
| بهنام سعیدی(زاده۱۳۴۷)               | نه             | جیرفت و عنبرآباد                                  | کرمان               |
| احمد انارکی محمدی                   | آری            | رفسنجان و انار                                    | کرمان               |
| عبدالحسین همتی سراپرده(زاده۱۳۶۸)    | نه             | زرند و کوهبنان                                    | کرمان               |
| محمد معتمدی‌زاده                     | نه             | سیرجان و بردسیر                                   | کرمان               |
| غلامرضا نویدی(زاده۱۳۴۶)             | نه             | شهربابک                                           | کرمان               |
| منصور شکراللهی(زاده۱۳۴۹)            | آری            | کهنوج، منوجان، رودبار جنوب، قلعه گنج و فاریاب     | کرمان               |
| محمد رشیدی(زاده۱۳۵۴)                | آری            | کرمانشاه                                          | کرمانشاه            |
| عبدالرضا مصری(زاده۱۳۳۵)             | آری            | کرمانشاه                                          | کرمانشاه            |
| فضل‌الله رنجبر                       | نه             | کرمانشاه                                          | کرمانشاه            |
| مجتبی بخشی‌پور(زاده۱۳۵۸)             | آری            | اسلام‌آباد غرب و دالاهو                            | کرمانشاه            |
| رستگار یوسفی(زاده۱۳۴۹)              | نه             | پاوه، جوانرود، ثلاث باباجانی و روانسر             | کرمانشاه            |
| سید جواد حسینی کیا(زاده۱۳۵۱)        | آری            | سنقر                                              | کرمانشاه            |
| فتح‌الله حسینی(زاده۱۳۴۲)             | آری            | قصرشیرین، سرپل ذهاب و گیلان‌غرب                    | کرمانشاه            |
| وحید احمدی                          | آری            | کنگاور، صحنه و هرسین                              | کرمانشاه            |
| محمد بهرامی سیف آباد                | نه             | بویراحمد، دنا و مارگون                            | کهگیلویه و بویراحمد |
| سید محمد موحد(زاده۱۳۳۱)             | آری            | کهگیلویه و بهمئی                                  | کهگیلویه و بویراحمد |
| غلامرضا تاجگردون(زاده۱۳۴۵)          | آری            | گچساران                                           | کهگیلویه و بویراحمد |
| رمضانعلی سنگدوینی                   | آری            | گرگان و آق قلا                                    | گلستان              |
| عبدالغفور امان زاده(زاده۱۳۳۵)       | نه             | گرگان و آق قلا                                    | گلستان              |
| جمشید قائم مقام(زاده۱۳۵۶)           | نه             | رامیان و آزادشهر                                  | گلستان              |
| رحمت‌الله نوروزی(زاده۱۳۵۳)           | آری            | علی‌آباد                                           | گلستان              |
| عبدالجلال ایری(زاده۱۳۴۸)            | آری            | کردکوی، ترکمن و بندرگز                            | گلستان              |
| عبدالحکیم آق آرکاکلی                | نه             | گنبد کاووس                                        | گلستان              |
| سید نجیب حسینی(زاده۱۳۴۵)            | آری            | مینودشت، کلاله و مراوه‌تپه                         | گلستان              |
| محمدرضا احمدی سنگری(زاده۱۳۴۸)       | آری            | رشت و خمام                                        | گیلان               |
| جبار کوچکی‌نژاد(زاده۱۳۳۶)            | آری            | رشت و خمام                                        | گیلان               |
| مهدی فلاح(زاده۱۳۶۳)                 | نه             | رشت و خمام                                        | گیلان               |
| ولی داداشی(زاده۱۳۶۰)                | آری            | آستارا                                            | گیلان               |
| احمد دنیامالی(زاده۱۳۳۹)             | آری            | بندر انزلی                                        | گیلان               |
| مهرداد گودرزوند چگینی(زاده۱۳۴۴)     | آری            | رودبار                                            | گیلان               |
| محمد علیجانی(زاده۱۳۵۰)              | نه             | رودسر و املش                                      | گیلان               |
| ابراهیم نجفی(زاده۱۳۵۳)              | آری            | آستانه اشرفیه                                     | گیلان               |
| سعید رحمت‌زاده(زاده۱۳۵۹)             | نه             | صومعه‌سرا                                          | گیلان               |
| یاسر اسلام‌دوست(زاده۱۳۶۵)            | نه             | تالش، رضوانشهر و ماسال                            | گیلان               |
| سید کریم معصومی(زاده۱۳۴۸)           | نه             | فومن و شفت                                        | گیلان               |
| سلمان زارع(زاده۱۳۴۲)                | نه             | لاهیجان و سیاهکل                                  | گیلان               |
| مهرداد بائوج لاهوتی(زاده۱۳۴۰)       | آری            | لنگرود                                            | گیلان               |
| هادی هاشمی نیا                      | نه             | خرم‌آباد و دوره                                    | لرستان              |
| رضا سپه وند                         |                | خرم‌آباد و دوره                                    | لرستان              |
| حمید رضا گودرزی(زاده۱۳۵۰)           | نه             | الیگودرز                                          | لرستان              |
| عباس گودرزی(زاده۱۳۵۶)               | آری            | بروجرد                                            | لرستان              |
| فاطمه مقصودی                        | آری            | بروجرد                                            | لرستان              |
| سید حمیدرضا کاظمی(زاده۱۳۴۲)         | آری            | پلدختر                                            | لرستان              |
| محمد حسین محمدی                     | نه             | دلفان و سلسله                                     | لرستان              |
| روح‌الله لک علی‌آبادی(زاده۱۳۵۸)       | نه             | دورود و ازنا                                      | لرستان              |
| علی امامی‌راد(زاده۱۳۳۶)              | آری            | کوهدشت و رومشکان                                  | لرستان              |
| عالیه زمانی کیاسری(زاده۱۳۴۹)        | نه             | ساری و میاندورود                                  | مازندران            |
| علی بابایی کارنامی(زاده۱۳۵۱)        | آری            | ساری و میاندورود                                  | مازندران            |
| حسن حسن نتاج صلح دار(زاده۱۳۴۹)      | نه             | بابل                                              | مازندران            |
| احمد فاطمی                          | نه             | بابل                                              | مازندران            |
| عمران عباسی کالی                    | نه             | قائمشهر، سوادکوه، جویبار، سیمرغ و سوادکوه شمالی   | مازندران            |
| علی کشوری                           | نه             | قائمشهر، سوادکوه، جویبار، سیمرغ و سوادکوه شمالی   | مازندران            |
| رضا حاجی‌پور                         | آری            | آمل                                               | مازندران            |
| غلامرضا شریعتی اندراتی              | آری            | بهشهر، نکا و گلوگاه                               | مازندران            |
| سید شمس‌الدین حسینی(زاده۱۳۴۶)        | آری            | تنکابن، رامسر و عباس‌آباد                          | مازندران            |
| کامران پولادی(زاده۱۳۵۰)             | نه             | نوشهر، چالوس و کلاردشت                            | مازندران            |
| عبدالوحید فیاضی                     | آری            | نور و محمودآباد                                   | مازندران            |
| علی‌اصغر باقرزاده                    | آری            | بابلسر و فریدونکنار                               | مازندران            |
| سید محمد جمالیان(زاده۱۳۵۷)          | نه             | اراک، کمیجان و خنداب                              | مرکزی               |
| نادرقلی ابراهیمی                    | نه             | اراک، کمیجان و خنداب                              | مرکزی               |
| ولی‌الله بیاتی                       | آری            | تفرش آشتیان و فراهان                              | مرکزی               |
| محمد بیات                           | نه             | خمین                                              | مرکزی               |
| محمد سبزی(زاده۱۳۵۷)                 | آری            | ساوه و زرندیه                                     | مرکزی               |
| هوشنگ هادیان پور                    | نه             | شازند                                             | مرکزی               |
| محمد جلالی                          | نه             | محلات و دلیجان                                    | مرکزی               |
| احمد مرادی(زاده۱۳۴۷)                | آری            | بندر عباس، قشم و ابوموسی                          | هرمزگان             |
| فاطمه جراره(زاده۱۳۶۳)               | نه             | بندر عباس، قشم و ابوموسی                          | هرمزگان             |
| محمد آشوری تازیانی(زاده۱۳۴۱)        | آری            | بندر عباس، قشم و ابوموسی                          | هرمزگان             |
| احمد جباری(زاده۱۳۴۶)                | آری            | بندرلنگه، بستک و پارسیان                          | هرمزگان             |
| سیدعبدالکریم هاشمی                  | آری            | میناب، رودان، جاسک و سیریک                        | هرمزگان             |
| حمیدرضا حاجی‌بابایی(زاده۱۳۳۸)        | آری            | همدان و فامنین                                    | همدان               |
| عباس صوفی(زاده۱۳۵۰)                 | نه             | همدان و فامنین                                    | همدان               |
| اکبر رنجبرزاده(زاده۱۳۴۴)            | آری            | اسدآباد                                           | همدان               |
| فتح‌الله توسلی(زاده۱۳۵۳)             | آری            | بهار و کبودرآهنگ                                  | همدان               |
| محمدمهدی مفتح(زاده۱۳۳۵)             | آری            | تویسرکان                                          | همدان               |
| سید ابوالحسن مصطفوی(زاده۱۳۴۶)       | نه             | رزن و درگزین                                      | همدان               |
| احد آزادیخواه(زاده۱۳۵۴)             | آری            | ملایر                                             | همدان               |
| احمد آریائی‌نژاد                     | آری            | ملایر                                             | همدان               |
| علیرضا نثاری                        | نه             | نهاوند                                            | همدان               |
| محمدصالح جوکار(زاده۱۳۳۶)            | آری            | یزد، اشکذر و بخش ندوشن و دهستان سورک              | یزد                 |
| مصطفی پوردهقان اردکان(زاده۱۳۶۱)     | نه             | اردکان                                            | یزد                 |
| محمدرضا صباغیان(زاده۱۳۴۷)           | آری            | مهریز، بافق، بهاباد، ابرکوه و خاتم                | یزد                 |
| سید جلیل میرمحمدی(زاده۱۳۴۳)         | آری            | تفت و میبد                                        | یزد                 |
| گغارد منصوریان(زاده۱۳۵۹)            | نه             | مسیحیان ارمنی جنوب                                | جنوب ایران          |
| آراشاوردیان(زاده۱۳۵۵)               | آری            | مسیحیان ارمنی شمال                                | شمال ایران          |
| بهشید برخوردار(زاده۱۳۶۰)            | نه             | زرتشتیان                                          | سراسر ایران         |
| همایون سامه یح نجف آبادی(زاده۱۳۴۴)  | آری            | کلیمیان                                           | سراسر ایران         |
| شارلی انویه تکیه(زاده۱۳۵۵)          | آری            | مسیحیان آشوری و کلدانی                            | سراسر ایران         |